# ケネス・ウォーカー3世
ケネス・ウォーカー3世（Kenneth Walker III, 2000年10月20日 - ）は、アメリカ合衆国テネシー州アーリントン出身のプロアメリカンフットボール選手。NFLのシアトル・シーホークスに所属している。ポジションはランニングバック。

## 経歴

### カレッジ
ウェイクフォレスト大学で2年間プレーした後、ミシガン州立大学へ転校した。
3年目の2021年シーズンは転校を機に先発に定着し、大幅に成績を伸ばした。シーズン開幕戦では4つのタッチダウンを記録。前シーズンのチームの総タッチダウン数は2つであり、僅か1試合でこれを更新した。その後もエースとして活躍し、シーズン終了後に2022年のNFLドラフトへアーリーエントリーした。

### シアトル・シーホークス
| 5 ft 9+1⁄4 in (176 cm)      | 211 lb (96 kg) | 30+3⁄8 in (77 cm) | 9+1⁄2 in (24 cm) | 4.38 s | 1.50 s | 2.53 s | 34.0 in (86 cm) | 10 ft 2 in (3.10 m) |
| All values from NFL Combine |                |                   |                  |        |        |        |                 |                     |

ドラフト全体41位でシアトル・シーホークスから指名され、その後ルーキー契約を結んだ。

#### 2022年シーズン
開幕当初は控えとしてプレーし、第5週のニューオーリンズ・セインツ戦でキャリア初のタッチダウンを記録した。その後はラシャード・ペニーの故障に伴い先発に定着。活躍が評価され、10月のNFL月間最優秀新人に選出された。シーズンを通しては1,050ラッシングヤード、9タッチダウンを記録し、最優秀新人攻撃選手賞の投票では最多の1位票を獲得したものの、2位票の差などによりギャレット・ウィルソンにその座を譲った。

#### 2023年シーズン
第3週のカロライナ・パンサーズ戦で156スクリメージヤード、2つのラッシングタッチダウンを記録し、NFCの週間最優秀攻撃選手に選出された。シーズンを通しては15試合に先発出場し、219回のキャリーで905ラッシングヤード、8ラッシングタッチダウンを記録した。

#### 2024年シーズン
腹斜筋の負傷でシーズン序盤を、ふくらはぎの負傷でシーズン後半の2試合を欠場し、第16週のミネソタ・バイキングス戦で復帰したが、その試合で足首を負傷して最後の2試合を欠場した。